# Alvah Bessie
Alvah Cecil Bessie (Nova Iorque, 4 de junho de 1904 – Terra Linda, 21 de julho de 1985) foi um romancista, roteirista e jornalista americano. Ele foi um dos quase três mil voluntários americanos que se juntaram à Brigada Abraham Lincoln e lutaram na Guerra Civil Espanhola. Ele é talvez mais conhecido como parte dos "Dez de Hollywood", o grupo de artistas de cinema na lista negra da indústria do entretenimento por se recusarem a cooperar com o House Un-American Activities Committee.

## Primeros anos
Alvah Bessie era o mais novo dos dois filhos de Daniel Nathan Cohen Bessie e Adeline Schlesinger Bessie. Eles eram uma família judia de classe média que vivia na próspera seção do Harlem, em Nova Iorque. Em uma entrevista de 1983, Bessie se lembrou de seu pai severo como um empresário de sucesso, inventor e "republicano durão, completamente vendido ao sistema de livre iniciativa." Alvah frequentou escolas públicas, incluindo a DeWitt Clinton High School no Bronx, onde tinha a reputação de ser rebelde. Posteriormente, matriculou-se na Universidade Columbia em 1920, graduando-se em 1924 com um BA em inglês. Daniel Bessie morreu em 1921 e as finanças da família sofreram uma séria queda. No entanto, essa reversão de fortunas também libertou Alvah para perseguir suas ambições artísticas sem a oposição de seu pai.

## Anos posteriores
Uma vez que o período da lista negra terminou, Bessie co-escreveu e atuou no filme espanhol de 1969 España otra vez sobre um médico retornando à Espanha pela primeira vez desde a Guerra Civil Espanhola. Ele ofereceu reminiscências da produção do filme em seu livro de não ficção de 1975, Spain Again. Seu maior sucesso comercial pós-lista negra foi o romance satírico The Symbol (1966) sobre a exploração por Hollywood de uma atriz infeliz que se assemelha a Marilyn Monroe. Ele adaptou o romance para o filme de TV de 1974 The Sex Symbol.
Ele permaneceu ativo no Capítulo da Área da Baía dos Veteranos da Brigada Abraham Lincoln e foi homenageado no Jantar do 39º Aniversário em 1975.
Bessie esteve parcialmente envolvido na adaptação para o cinema de seu romance de 1941 Bread and a Stone, que eventualmente se tornou o longa-metragem Hard Traveling (1986), estrelado por J. E. Freeman e Ellen Geer. O roteiro foi concluído pelo filho de Alvah, Dan Bessie.
Em 21 de julho de 1985, Alvah Bessie morreu de ataque cardíaco em Terra Linda, Califórnia. Ele tinha 81 anos.
Em 2001, Dan Bessie publicou alguns dos trabalhos de seu pai, até então não coletados, notavelmente seus Cadernos da Guerra Civil Espanhola. No mesmo ano, Dan escreveu um livro de memórias intitulado Rare Birds (University Press of Kentucky, 2001), que listava as diversas realizações da extensa família Bessie, que incluía o artista de cartazes dos anos 1960 Wes Wilson (marido da filha de Alvah, Eva) e o proeminente executivo de publicidade Leo Burnett (irmão da primeira esposa de Alvah, Mary).